# Бео великий
Бео великий (Gracula robusta) — вид горобцеподібних птахів родини шпакових (Sturnidae).

## Поширення
Ендемік Індонезії. Поширений на острові Ніас та сусідніх островах Баньяк (Бабі, Бангкару і Туангку). Мешкає у вологих вічнозелених лісах на висоті до 100 м. Загальна популяція оцінюється в 250—400 особин, що приблизно відповідає 160—270 статевозрілим особинам.

## Опис
Тіло завдовжки до 32 см. Пір'я перед очима спрямоване всередину і вгору, по середній лінії черепа вони сплощені. Під очима є велика гола пляма. Боки голови за очима характеризуються великими клаптями шкіри, які тягнуться до потилиці та з'єднуються по середній лінії. Оперення переважно чорне, з фіолетовим блиском на лобі, тімені та тілі. Крижі і черевце бірюзового кольору. Крила і хвіст коричнево-чорні. На пір'ї крил видно дуже великі білі плями, які тягнуться майже до основи пір'я. Другорядні пір'я білі на стержні пера. Райдужка коричнева. Оголена шкіра обличчя і плетенки жовті. Дзьоб червоний. Основа дзьоба помаранчево-червона, а кінчик жовтий. Ноги жовті. 